# Joseph Le Bel

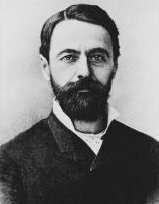
Joseph Achille Le Bel

Joseph-Achille Le Bel  (* 21. Januar 1847 in Pechelbronn, Elsass; † 6. August 1930 in Paris) war ein französischer Chemiker.

## Leben und Wirken
Pechelbronn war der erste Ort in Europa, an dem Erdöl gewonnen wurde. Le Bel entstammte einer wohlhabenden elsässischen Familie, die die Mineralölindustrie in Pechelbronn kontrollierte. Sein Vater war Frédéric-Louis Achille Le Bel (1807–1867).
Im Jahr 1865 wurde er an die École polytechnique nach Paris geschickt, um eine chemische Ausbildung zu erhalten und verbrachte einen Großteil seiner Zeit mit der chemischen Grundlagenforschung. Nach dem Studium war er als Assistent bei dem Chemiker Antoine Balard und Adolphe Wurtz in Paris an der Sorbonne tätig, wo er sich unter anderem mit der Zusammensetzung des Erdöls seiner Heimat beschäftigte. Bereits 1874 veröffentlichte er eine entscheidende Arbeit über die Beziehungen zwischen „Atomformeln“ und dem Drehvermögen organischer Verbindungen.
1882 übernahm er die Direktion des Betriebes in Pechelbronn, den er von seinem Vater geerbt hatte. Er entwickelte zur Aufbereitung des Erdöls ein Destillationsverfahren. Der Betrieb erlebte unter seiner Leitung einen großen wirtschaftlichen Aufschwung. 1889 verkaufte er jedoch das Unternehmen, weil ihn die Rolle als Industriemanager nicht befriedigte, und kehrte als mehrfacher Millionär nach Paris zurück.
Ab 1889 arbeitete er zunächst im Laboratorium von Armand Gautier an der Ecole de Médecine und später als Privatgelehrter ohne Bindung zu einer Hochschule oder einem Institut. Hierzu richtete er sich in seinem Haus ein eigenes Laboratorium ein, außerdem ließ er einen Schacht von 45 m Tiefe anlegen, um einen Ort mit nahezu konstanter Temperatur zu haben. Dieser diente auch für seine Untersuchungen über die sogenannte katathermische Strahlung, eine Strahlung, welche nach seiner Hypothese die irdischen Wärmeverluste kompensieren sollte.
Le Bel leitete aus theoretischen Erwägungen die tetraedrische Struktur vieler organischer Kohlenstoffverbindungen ab. Damit begründete er die moderne Stereochemie.  Der Begriff Stereochemie wird erst einige Jahre später, im Jahre 1888, nach einem Vorschlag von Victor Meyer (1848–1897) eingeführt werden.
Er deutete die damals rätselhafte optische Aktivität organischer Verbindungen durch die Annahme von tetraedrischen, asymmetrischen Kohlenstoffatomen. Diese Erklärung fand er 1874 gleichzeitig, aber unabhängig von Jacobus Henricus van ’t Hoff. In späteren Jahren untersuchte Le Bel die Kosmische Strahlung.
Er interessierte sich auch für Geologie und wurde im November 1911 Mitglied der Société Préhistorique Française (SPF). Von 1914 bis 1923 war er ihr aktiver Vorsitzender; von da an bis zu seinem Tod Ehrenvorsitzender. Le Bel erwarb sich die Grotte des Eyzies in Dordogne, etwa 125 km östlich von Bordeaux, und entdeckte die Grotte du Grand Roc. Er wurde auf dem Friedhof von Bagneux bestattet.
1881 wurde ihm von der Académie des sciences der Jecker-Preis verliehen. Der Grand Prix Achille Le Bel der französischen chemischen Gesellschaft ist ihm zu Ehren benannt.

## Werke
- Cosmologie Rationelle (1929)